# The Scorpion
«The Scorpion» — третий сингл американской треш-метал-группы Megadeth с альбома The System Has Failed 2004 года. В отличие от предыдущих синглов с данного альбома («Die Dead Enough» и «Of Mice and Men»), песня «The Scorpion» не попала в чарт Hot Mainstream Rock Tracks, зато на неё был снят музыкальный клип.

## Список композиций
1. «The Scorpion (радиоверсия)» — 3:59
2. «The Scorpion (альбомная версия)» — 6:00

## Участники записи
- Дэйв Мастейн — соло-гитара, вокал
- Крис Поланд — ритм-гитара
- Джимми Ли Слоас — бас-гитара
- Винни Колаюта — барабаны

Все участники записи кроме Дэйва Мастейна — сессионные музыканты.